# 沖修司
沖 修司（おき しゅうじ、1956年 - ）は、日本の農林水産技官。第40代林野庁長官を務め、退官後、大日本山林会副会長、国土緑化推進機構副理事長。

## 人物・経歴
東京都生まれ。岡山県に住んだのち、父の転勤で愛知県に移る。岡崎市立竜海中学校卒業。1975年3月、愛知県立岡崎高等学校卒業。1979年、名古屋大学農学部林学科を卒業し、林学職国家公務員として農林省（現農林水産省）林野庁入庁後、3年間の経済企画庁への出向等を経験。
1988年北海道森林管理局今金営林署長、1990年函館営林支局企画調整室長、1992年林野庁林政部企画課課長補佐（年次報告班担当）、1994年林野庁業務部業務第二課課長補佐（土地利活用班担当）、1995年鳥取県農林水産部森林保全課長、1998年林野庁指導部研究普及課課長補佐（総括）、2000年北海道森林管理局業務管理官（事業担当帯広分局）。
2001年林野庁国有林野部業務課技術開発調査官兼国有林野部経営企画課、2004年林野庁国有林野部業務課長、2008年林野庁国有林野部経営企画課長。2009年林野庁九州森林管理局長。2011年林野庁国有林野部長、2014年林野庁次長、2017年林野庁長官、2018年退官、国土緑化推進機構専務理事。大日本山林会副会長。2024年国土緑化推進機構副理事長。